# Халлыг Ышбара-Джагбу хан
 Халлыг Ышбара-Джагбу хан (тронное имя кит. упр. 沙钵罗可汗, пиньинь Shābōluōkèhán — Шаболокэхань, личное имя кит. упр. 阿史那贺鲁, пиньинь Āshǐnàhèlǔ — Ашина Хэлу) — каган Западно-тюркского каганата с 653 года по 657 год. Добился воссоединения каганата на короткий срок. Ввязался в неравную войну с Тан, что привело к утрате каганатом самостоятельности.

## Ранние годы
Был сыном Бури-шада, внуком Бага-шада Эльтебера, правнуком Янг-Соух-тегина Савэ, праправнуком Кара-Чурин-Тюрка. В 633 Нишу Дулу хан дал Хэлу титул Ябгу (иногда Джабгу). Хэлу правил пятью аймаками (Чуюе, Чуми, Гусу, Гэлолу и Нушиби) в Джунгарии. В 646 Ирбис-Шегуй хан узнал о восстании чуюе и чуми и решил, что Хэлу — их вождь. Хэлу бежал в Китай и стал служить Танской империи. Вскоре он с войском тюрок стал сражаться за империю в Западном Крае. К 653 он нажил себе недоброжелателей в Тан и по совету сына Хиюня, покинул Тан и отправился в Западный каганат.

## Правление
Тюрки встретили Хэлу как освободителя и в долине 1000 ключей он провозгласил себя Халлыг Ышбара-Джагбу ханом и убил Ирбис-хана. Новый каган начал с внутренних реформ. В пять аймаков нушиби были поставлены (или утверждены) пять йегин(сыгинь): Асиги Кюе Сыгинь, Гэшу Кюе Сыгинь, Басайгань Дуньшибо Сыгинь, Асигйе Нишу Сыгинь, Гэшу Чубань Сыгинь. И пять чур (чжо) к дулу: Чумугуньлюйчжо, Хулуву Кюе Чжо (зять кагана), Нешетидунь Чжо, Туциши Хэлоши Чжо, Шуниши Чубань Чжо. Сына Хиюня он сделал багадур-джабгу.
Укрепив каганат Халлыг начал внешние войны. Тинчжоу и окрестные селения были опустошены тюрками. Император отправил армию Лянь Гянфана — 30 000 человек и присоединил к ним 50 000 телесцев Циби Хэли. Ло Хуни предложил Гао-цзуну план молниеносной войны: зимой, когда тюркюты меньше всего этого ждут, атаковать ставку Халлыга и покончив с ним, объявить племенам о помиловании. План сорвался, когда имперская армия наткнулась на войско чуми и чуюэ у Лаошань. Тюрки были разбиты потеряв 9000 убитыми и 60 предводителей пленными, но китайский поход был провален.
В 653 Гао-цзун объявил чуюэ округом гиньманьчжеу и повелел Чен Чжицзйе отправляться в Тянь-шань для их замирения. В 654 Чен Чжицзйе разгромил чуюэ и гэлолу, убил 1000 человек и получил 10 000 лошадей. Чжеу Чжиду, помощник Чена, взял ставку чумунунь и отправил в Чанъань 30000 ушей. Су Динфан разбил Инпона Шушшуни и получил множество коней и снаряжения. Ван Выньду (王文度) перестал подчиняться приказам и укрепившись в городке Хыньду стал править там. Дженчу, сын Юкук Ирбис-Дулу хана, правивший в Тохаристане, хотел напасть на кагана, но был зажат каганскими войсками, а затем убрался в свой удел, признал себя подчиненным, отказался от пышного титула и в дальнейшем держал себя вполне лояльно.
В 656 Су Динфан (蘇定方, Sūdìngfāng) был назначен главнокомандующим, Жэнь Ясан (任亚三), помощник Сяо Цые (萧子爷) и телеский Пожунь стали генералами. Нуньдулу сдался с 10 000 юрт. Ашина Мише и Ашина Бучжень выразили готовность помогать танцам. Су Динфан вышел к реке Или и разбил Чумугуня. Су Динфан имел 10 000 закалённой в боях пехоты против 100 000 каганской армии. Танская пехота построилась в колонну на равнине у берега Или и выставили копья во все стороны. Динфан с конницей уйгуров устроил засаду севернее. Каган приказал окружить пехоту и раздавить её. Тюркюты три раза нападали, но копейшики-ветераны сдержали их. Тогда тюрки стали колебаться и с севера на них напал Су Динфан с уйгурами. Погибло 30 000 тюрок и 200 старейшин.
Нушиби сложили оружие перед Динфаном, дулу хотели бежать, но встретив тюрок Бучженя Дулу-Джабгу сдались ему. Динфан приказал соединить покорившиеся племена и следовать за каганом днём и ночью, несмотря на мороз. Соединившись с Дулу-джабгу, Су Динфан построил войска в боевой порядок за 200 ли до ставки у Тарбагатая . В ставке не знали о приближении танцев и занимались охотой. Динфан быстро разгромил ставку и захватил знамя и оружие кагана. Каган бежал с немногими спутниками за Или. Там он отбивался от Мише и бежал дальше. У реки Суйе войско кагана сдалось в плен. Вместе с ыном и телохранителями каган бежал в Чач (Суду). Правитель Инйе Дагань впустил их для замены лошадей, связал и отправил в Шиго. Ашина Юанькин арестовал кагана и объявил о роспуске армии и конце войны в 657 году.

## Раздел каганата
Покорённый каганат был разделён по китайскому образцу. Вместо аймаков роды разделены на губернаторства, 6 губернаторств: в Мугунь [Чумугунь] — фуяньское губернаторство, Туциши-Согэ Мохэвом — выньлуское губернаторство, Туциши-Алишиевом — Гйешаньское губернаторство; Хулушикюе — яньбоское губернаторство; Нйешетитунь — губернаторство при Шуан-хэ; Шуниши-Чубань — губернаторство юнсоское. И соответственно 2 наместничества: Гуньлин (нушиби) и Хаочи (дулу). Ашина Мише-шад стал наместником Хаочи и дулу-ханом, Ашина Бучжень-шад стал нушиби-ханом. Каждому посол Лу Ченкин вручил грамоту и 100 000 кусков щёлка.

## Смерть
В 659 каган умер в Чанъани от тоски и похоронен рядом с Кат Иль-хан Багадур-шадом на берегу реки Ба. Вырезана памятная надпись.